# Brooklyn Baby
Brooklyn Baby è un singolo della cantautrice statunitense Lana Del Rey, il quarto estratto dal terzo album in studio Ultraviolence  e pubblicato l'8 giugno 2014.

## Descrizione
Brooklyn Baby è stato scritto da Lana Del Rey, pseudonimo di Elizabeth Grant insieme a Barrie O'Neill, la voce maschile in alcune strofe, mentre la produzione è stata curata da Dan Auerbach.

## Accoglienza
Gianni Poglio, della rivista Panorama, ha definito splendido il quadro sonoro del brano, ideale colonna sonora per una vita da hipster. Anche secondo Alexis Petridis (The Guardian) Brooklyn Baby rappresenta una colonna sonora per gli hipster.

## Formazione
Crediti tratti dal booklet digitale dell'album Ultraviolence di Lana Del Rey.
- Lana Del Rey – voce, coro
- Seth Kaufman – coro, chitarra elettrica, percussione
- Dan Auerbach – chitarra elettrica
- Leon Michels – mellotron, tamburello, percussione, sassofono tenore
- Nick Movshon  – contrabbasso, batteria
- Russ Pahl – pedal steel guitar, chitarra acustica
- Kenny Vaughan – chitarra acustica
- Maximilian Weissenfeldt – batteria
- Dan Auerbach – produzione
- John Davis – masterizzazione
- Collin Dupuis – ingegnere
- Robert Orton – missaggio

## Classifiche
In Francia, Brooklyn Baby ha venduto 1 300 download digitali nella sua prima settimana dalla pubblicazione ed ha debuttato alla 33ª posizione nella classifica Syndicat national de l'édition phonographique.
| Classifica (2014) | Posizione massima |
| ----------------- | ----------------- |
| Australia         | 35                |
| Austria           | 64                |
| Belgio (Vallonia) | 32                |
| Canada            | 60                |
| Francia           | 33                |
| Italia            | 50                |
| Nuova Zelanda     | 19                |
| Paesi Bassi       | 87                |
| Spagna            | 36                |
| Svizzera          | 16                |
| Ungheria          | 11                |

## Date di pubblicazione
| Stato       | Data          | Formato           | Etichetta discografica |
| ----------- | ------------- | ----------------- | ---------------------- |
| Stati Uniti | 8 giugno 2014 | Download digitale | Interscope Records     |